# Loxia scotica
Il crociere scozzese (Loxia scotica Hartert, 1904) è un uccello passeriforme della famiglia dei Fringillidi.

## Etimologia
Il nome scientifico della specie, scotica, deriva dal latino ed è un chiaro riferimento all'areale di diffusione di questi uccelli: il nome comune altro non è che una sua traduzione.

## Descrizione

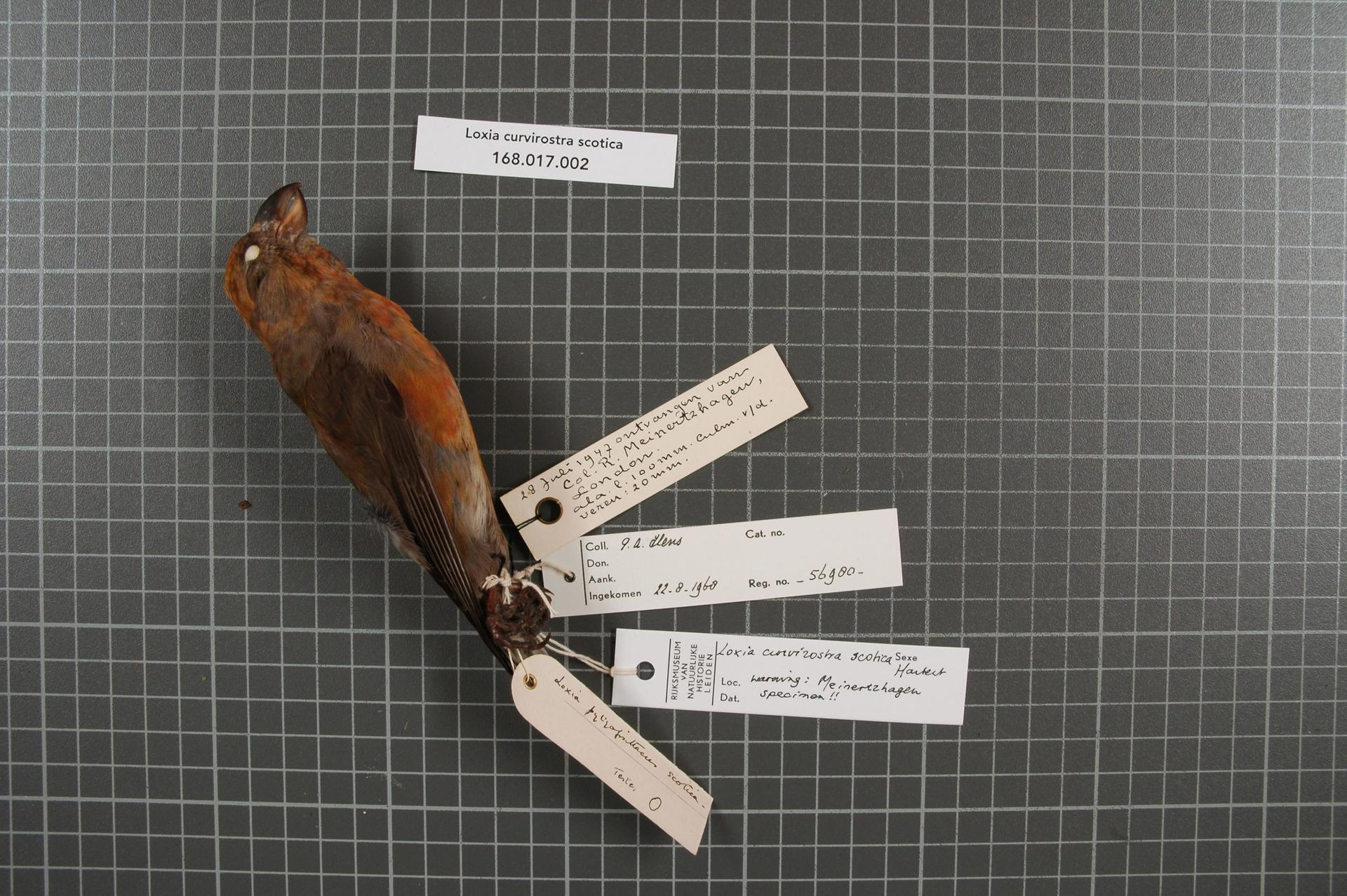
Maschio impagliato.

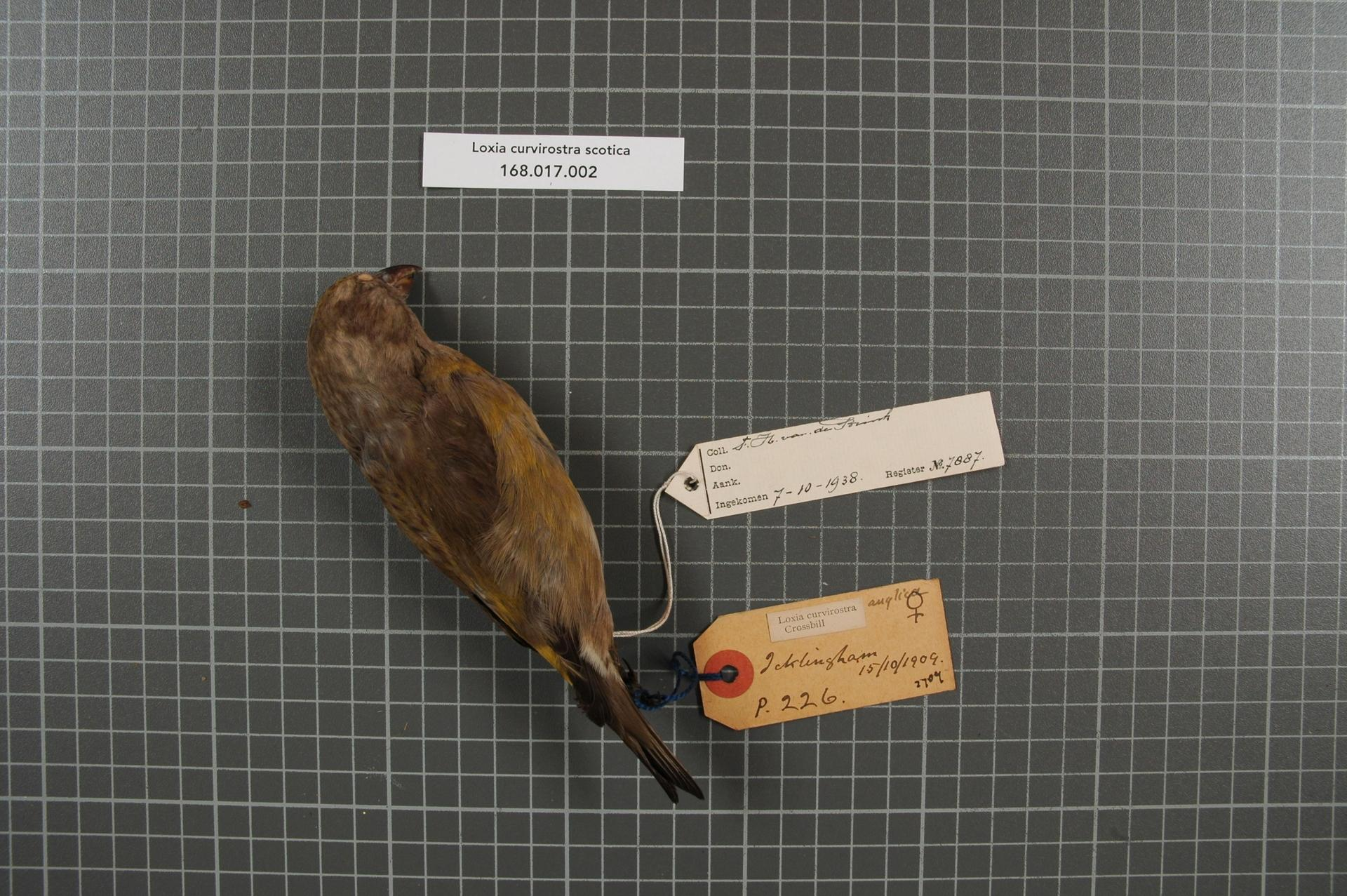
Femmina impagliata.

### Dimensioni
Taglia media di 16–17 cm, peso di 36-49 grammi.

### Aspetto
Si tratta di uccelli dall'aspetto robusto e massiccio, muniti di grossa testa allungata, becco incrociato, ali allungate e coda lievemente forcuta in punta. Nel complesso, i crocieri scozzesi sono molto simili ai congeneri crocieri comuni e crocieri delle pinete, coi quali presentano molti parametri biometrici in comune ma rispetto ai quali presentano forma del becco intermedia.
Il piumaggio presenta dicromatismo sessuale ed una certa variabilità individuale: nei maschi, infatti, testa, dorso, petto e ventre sono di colore rosso-arancio, più scuro sul dorso, con fianchi ed area facciale dalle evidenti sfumature grigie, ali e coda di colore bruno scuro con sfumature arancio e sottocoda bianco. Le femmine, invece, presentano livrea giallastra o verdastra in luogo del rosso, il cui lipocromo è assente. In ambedue i sessi, il becco è di colore grigio-nerastro, le zampe sono di color carnicino scuro e gli occhi sono di colore bruno scuro.

## Biologia
I crocieri scozzesi sono uccelli diurni e molto miti, che all'infuori della stagione riproduttiva si riuniscono in piccoli stormi, talvolta anche in associazione con altre specie di crociere, passando la maggior parte della giornata fra i rami a cercare laboriosamente di procacciarsi il cibo.
I richiami ed il canto di questi uccelli ricordano quelli del crociere comune, dai quali tuttavia sono abbastanza ben distinguibili (alcuni parlano scherzosamente di "accento scozzese"), mentre il richiamo metallico emesso dal crociere scozzese in stato di eccitazione o allarme è del tutto distintivo.

### Alimentazione
Il crociere scozzese si è perfettamente evoluto per nutrirsi dei pinoli del pino silvestre che predomina nelle aree da esso abitate, le cui pigne vengono aperte col becco appositamente incrociato per estrarne i pinoli con la lingua: questi uccelli, tuttavia, sono stati osservati mentre si nutrivano anche da altre piante (principalmente alberi piantati in contesti urbani o suburbani, vivai o aree di riforestazione), come pino contorto, larice e larice del Giappone. Oltre ai semi, i crocieri scozzesi possono nutrirsi anche delle infiorescenze, dei germogli e delle pigne neonate delle conifere.

### Riproduzione
Si tratta di uccelli monogami, la cui stagione riproduttiva va dalla fine di febbraio a giugno: durante questo periodo, compatibilmente con la disponibilità di cibo, i crocieri scozzesi portano generalmente avanti due covate.
Le coppie sono molto unite, e collaborano in molti aspetti dell'evento riproduttivo: il maschio imbecca la femmina durante la costruzione del nido (talvolta fornendole parte del materiale da costruzione, ma rarissimamente partecipando alla costruzione vera e propria), che viene ubicato fra i rami di un grosso pino e consiste in una coppa di aghi e rametti, foderata internamente da materiale più soffice, e continua a fornirle il cibo ed a tenere d'occhio i dintorni durante la cova delle 2-5 uova, che dura circa due settimane. Ambedue i genitori, inoltre, collaborano nelle cure dei pulli, i quali, ciechi ed implumi alla schiusa, s'involano verso le tre settimane di vita e si allontanano definitivamente dal nido attorno al mese e mezzo d'età.

## Distribuzione e habitat
Come intuibile sia dal nome comune che dal nome scientifico della specie, il crociere scozzese è endemico della Scozia centro-settentrionale, rappresentando in tal modo l'unico uccello endemico del Regno Unito.
L'habitat di questi uccelli è rappresentato dalle aree a bassa quota della foresta caledoniana, con presenza di grossi alberi ma tollerando anche zone più aperte.

## Tassonomia

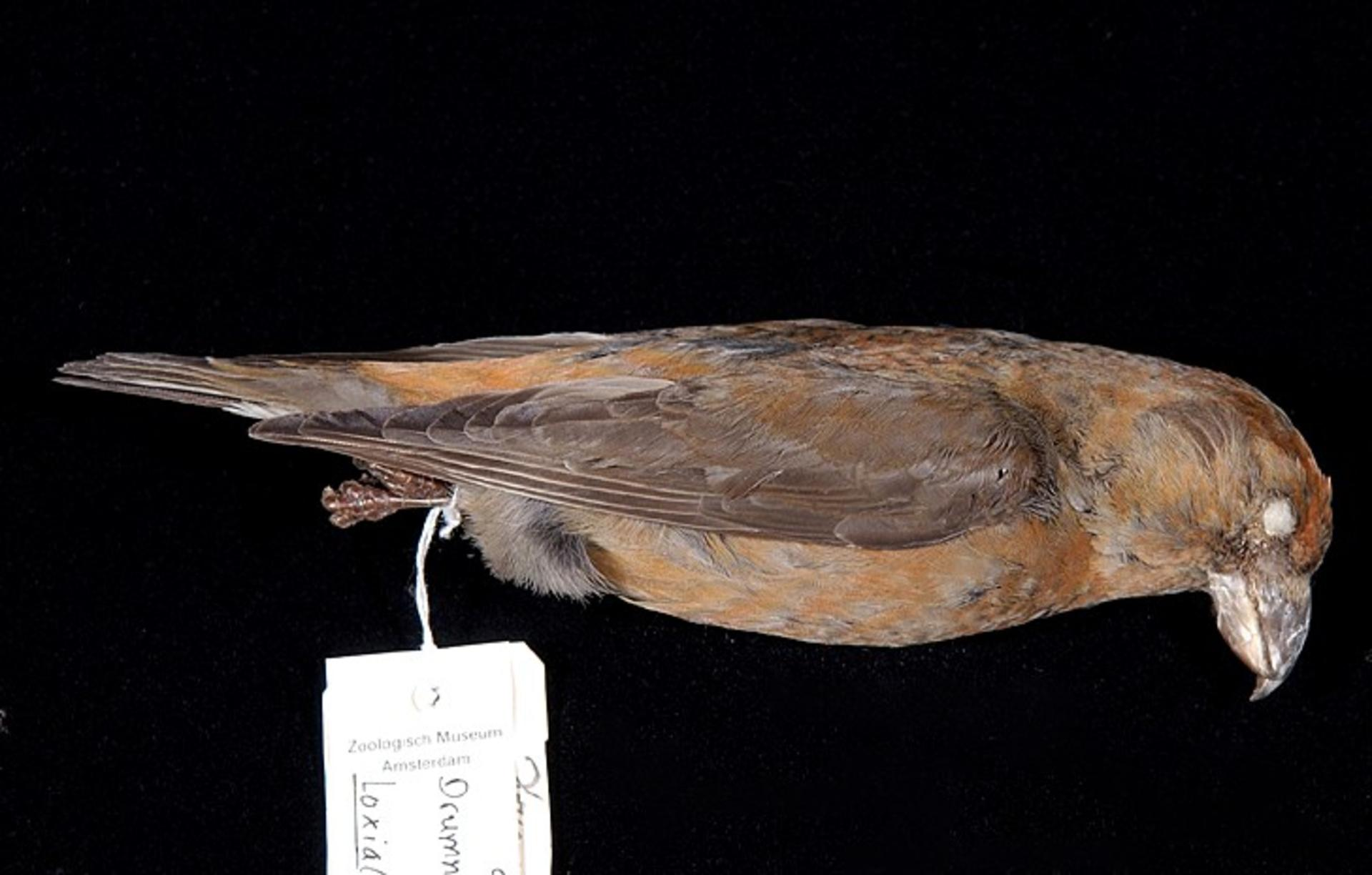
Maschio impagliato.

Lo status tassonomico del crociere scozzese è ancora piuttosto dubbio: considerato in passato una sottospecie del crociere comune col nome di L. curvirostra scotica, già a partire dagli anni '80 si fece largo l'ipotesi di elevare questi uccelli al rango di specie a sé stante, in virtù delle differenze nei richiami e nel volo e del fatto che le due popolazioni vivono in simpatria in gran parte del loro areale senza apparentemente dare mai atto a fenomeni di ibridazione. Tuttavia, si è scoperto che in realtà i crocieri scozzesi possono accoppiarsi e prolificare senza problemi non solo coi crocieri comuni, ma anche col crociere delle pinete (altra specie della quale una piccola popolazione vive nella foresta caledoniana), a patto che le dimensioni del becco rispettino determinati parametri che le portino ad essere paragonabili a quelle del crociere scozzese (cosa del resto non infrequente, sussistendo una certa variabilità intraspecifica fra i crocieri per quanto riguarda parametri biometrici): tale dato, sommato alla scarsa diversità genetica fra il crociere scozzese e le popolazioni europee di crociere comune e crociere delle pinete, porterebbe a pensare che esse costituiscano un'unica specie o una superspecie.